# أوليفر ساركيتش
أوليفر ساركيتش (23 يوليو 1997 في المملكة المتحدة - ) (بالإنجليزية: Oliver Sarkic)‏ هو لاعب كرة قدم بريطاني في مركز الهجوم. شارك مع منتخب الجبل الأسود تحت 17 سنة لكرة القدم ومنتخب الجبل الأسود تحت 19 سنة لكرة القدم. أما مع النوادي، فقد لعب مع S.L. Benfica B ‏.

## وصلات خارجية
- أوليفر ساركيتش على موقع الاتحاد الأوربي (الإنجليزية)
- أوليفر ساركيتش على موقع قاعدة بيانات كرة القدم.إي يو (الإنجليزية)
- أوليفر ساركيتش على موقع Soccerbase.com (لاعب) (الإنجليزية)
- أوليفر ساركيتش على موقع Soccerway.com (الإنجليزية)
- أوليفر ساركيتش على موقع عالم كرة القدم.نت (الإنجليزية)